# 865
Năm 865 là một năm trong lịch Julius.